# شاه‌محمود رهی نیشابوری
شاه‌محمود رهی نیشابوری از خوشنویسان و نستعلیقنویسان بزرگ قرن دهم هجری است. 
او اهل نیشابور بوده و در خطاطی، نقاشی و شعر دست داشته و «رهی» تخلص می‌کرده است. این هنرمند بیشتر زندگی خود را در مشهد بسر برده و در خوشنویسی شاگرد سلطانعلی مشهدی و عبدی نیشابوری بوده است.
او را با خوشنویس نامی هم عصر خود شاه محمود نیشابوری و شاعر معاصر رهی معیری که او هم «رهی» تخلص می‌کرد، نباید اشتباه گرفت.